# Iveco UA 130
L'autocar Fiat - Iveco 130 UA est le premier autobus produit par la filiale argentine du constructeur italien de véhicules industriels Iveco Argentina entre 1987 et 1997. La production totale a été de 596 unités.
C'est après une parenthèse de 20 ans que le constructeur Fiat V.I. Iveco Argentina reprend pied sur le créneau des transports de personnes et lance un véhicule techniquement très avancé pour le marché argentin, jusqu'alors monopolisé par les produits anciens à capot au confort rudimentaire, américains construits sous licence et Mercedes locaux. 
Le Fiat Iveco UA 130 a connu, après une période de fortes ventes, un déclin engendré par l'ouverture des frontières aux produits d'importation directe. Toutes les productions locales ont souffert de cette situation. Le Fiat Iveco AU 130 fut produit régulièrement jusqu'en 1992 mais une commande de 30 exemplaires en 1997 engendra une reprise momentanée de sa fabrication.

## Aperçu historique
Son apparition et son lancement sur le marché argentin furent assez curieux. Annoncé depuis 1985 et peut-être un peu avant, on ne sait pas si son annonce exagérément anticipée est le fruit d'une stratégie de marketing ou si son lancement a réellement été retardé à cause de la crise économique qui sévissait en Amérique du Sud. 
Son lancement officiel intervient au tout début de l'année 1987. Chose rare en Argentine, le Fiat Iveco 130 UA a été lancé dans les villes de Cordoba et Rosario, bien avant qu'à Buenos Aires, qui a toujours été la ville prédestinée pour l'arrivée de nouveaux produits. 
À l'époque, en Argentine, le marché des autobus et autocars dans les années 1980 était largement dominé par Mercedes Benz. La concurrence dans le marché des autobus neufs était pratiquement inexistante. Les derniers autobus concurrents étaient des Ford en 1985, pour certaines sociétés de transport de La Plata et de Rosario. D'autres entreprises comme Volvo ou Scania, ont abandonné le marché sans succès. 
Mercedes Benz bénéficiait d'un monopole de fait avec des véhicules dérivés de camions à capot et proposait des modèles technologiquement obsolètes. Le meilleur exemple était l'OC 1214, qui parvenait à satisfaire les exigences des transporteurs modestes, qui coûtait fort cher en maintenance, aux caractéristiques techniques dépassées de plus de 20 ans, mais qui, vu l'absence de concurrence, parvenait à contenter le système des transports en commun en Argentine, habitué aux modèles archaïques. 
Alors comment convaincre les transporteurs de remplacer leurs anciens autocars par un nouveau Fiat 130 UA ? Qu'a-t-il de mieux qu'un bon vieux 1214 Mercedes Benz, à l'exception, bien sûr, de son moteur Fiat et sa conception moderne ? Réponse : Presque rien, car la carrosserie est réalisée, comme dans beaucoup de pays à cette époque, par des entreprises spécialisées et elles se ressemblent toutes. La différence la plus importante réside dans l'absence de capot moteur à l'avant. Aussi, de nombreux transporteurs, lors du renouvellement de leur parc, par conservatisme, n'osèrent pas vraiment changer pour un véhicule trop moderne avec les risques que cela pouvait comporter. 
Le nouveau Fiat Iveco 130 AU disposait de l'avance technologique européenne en la matière, avec la position du moteur à l'arrière pour libérer un espace maximal pour les soutes à bagages. La suspension, qui était étudiée pour le transport des personnes procurait un grand confort incomparable avec les suspensions de camions qui équipaient les Mercedes. L'autre avantage est son prix, beaucoup moins cher par rapport à ses concurrents sur le marché. Cela a permis à de nombreuses entreprises de tenter l'expérience à moindres frais lors du renouvellement de leurs unités. 
Le Fiat Iveco 130 AU a été produit en deux longueurs différentes, mais la plupart des acheteurs ont préféré pour la plus courte de 9 mètres. 
Le Fiat Iveco UA 130 a connu un niveau de vente quasi inespéré durant les deux premières années. De nombreuses entreprises, en particulier à Buenos Aires, en ont acquis de grandes quantités après les premiers tests. C'est à partir de 1990 que les ventes ont sérieusement diminué avant de tomber pratiquement à zéro en 1991. Peu de modèles ont été exportés, quelques exemplaires vers l'Uruguay. Une commande complémentaire de 30 unités en 1997 a obligé Iveco Argentina a reprendre momentanément sa fabrication.
On peut expliquer le rapide désintérêt par l'arrivée de concurrents importés avec l'ouverture du marché et, il faut le dire, à cause d'un manque de puissance du véhicule. 
Aujourd'hui, quelques exemplaires assurent encore un service régulier. À Buenos Aires notamment, sur la ligne 175, exploitée par Automotores Transportes Pueyrredón. Beaucoup ont été déplacés vers des villes de l'intérieur même si certains continuent de résister stoïquement. Ils sont maintenant utilisés pour les transports scolaires et le transport du personnel des grands complexes industriels. 

## Caractéristiques techniques
- Moteur : FIAT 8060.05.A.295 - 6 cylindres diesel - Alésage / course : 104/115 mm - Cylindrée : 5 861 cm3,
- Puissance maximale : 103 kW - 138 ch DIN à 3 000 tr/min,
- Couple maximal : 382 N m (39 kgm) à 1 600 tr/min,
- Poids du véhicule à pleine charge :  13 000 kg,
- Performances : vitesse maximale : 90 km/h - pente maximale : 21,7 %
- Réservoir de carburant : 170 litres,
- Dimensions : longueur totale : 9 190 mm ; empattement : 4 570 mm,